# Intercity (Deutsche Bahn)

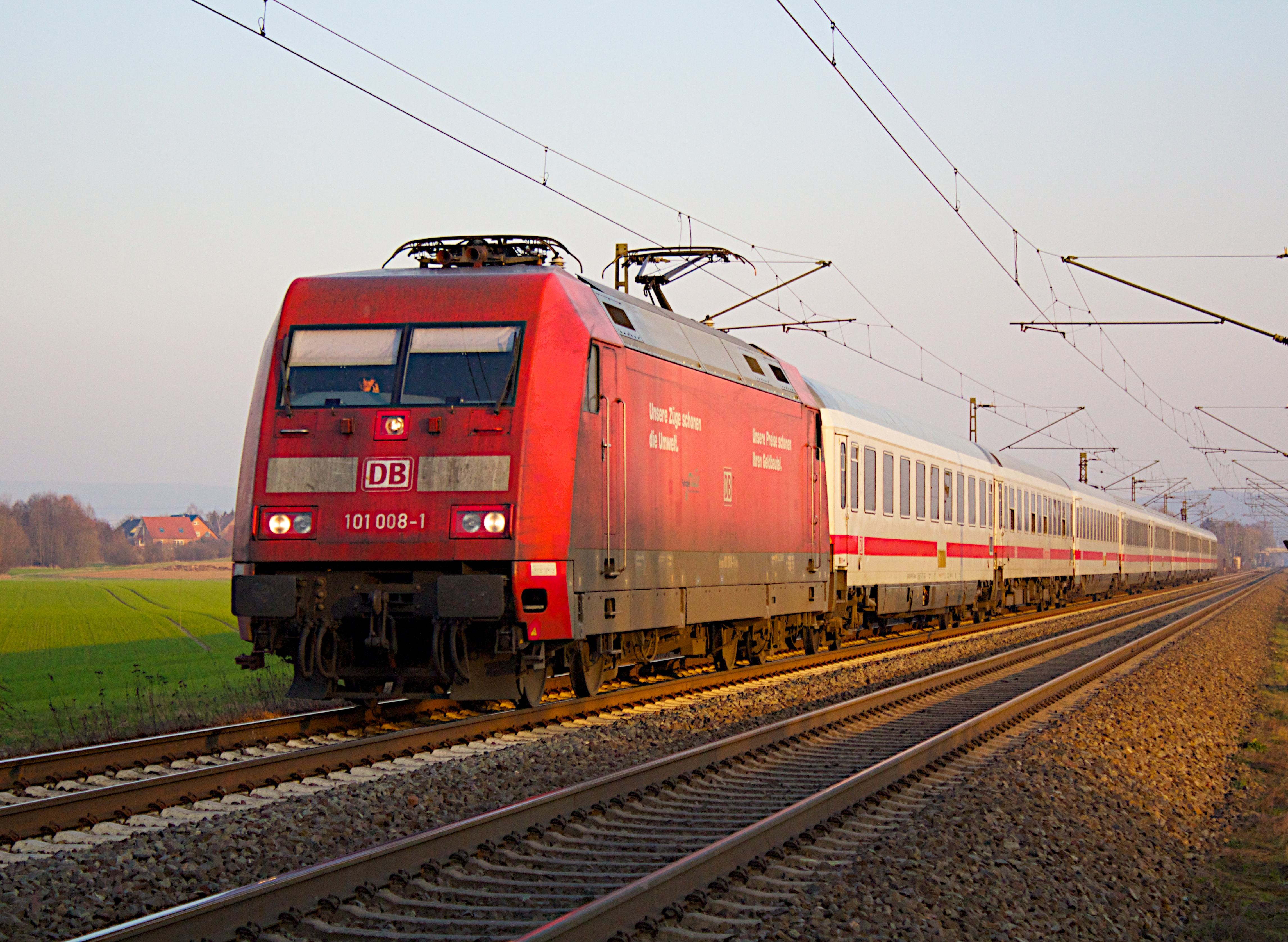
Intercity vonat Minden közelében egy DB 101 sorozatú mozdonnyal

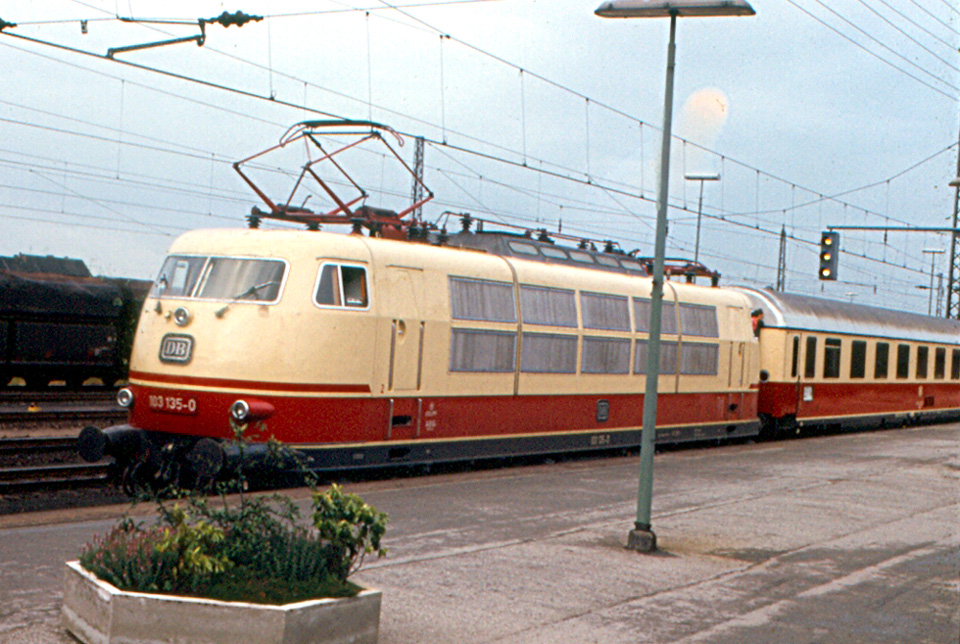
DB 103 sorozat

Az Intercity logó, 1971 és 1991 között volt használatban

Az eredeti Intercity hálózat

Németországban  a regionális vonatoktól magasabb szintű vasúti szolgáltatást biztosítanak az InterCity vonatok, mely a meglévő ICE hálózatot egészítik ki. Pótjegy váltása nem szükséges rájuk, a magasabb szintű szolgáltatás árát a szintén magasabb árú távolsági jegyárak tartalmazzák. Helyjegy váltása lehetséges.

## Története
Nyugat-Németországban 1967-ben merült fel egy olyan szolgáltatás beindításának a terve, mely gyors és minőségi összeköttetést biztosít a német nagyvárosok között. A szolgáltatás végül 1971 szeptemberében indult el az alábbi négy útvonalon:
1. Hamburg – Bréma – Dortmund – Düsseldorf – Köln – Mainz – Mannheim – Stuttgart – München
2. Hannover – Dortmund – Wuppertal – Köln – Mainz – Frankfurt am Main – Nürnberg – München
3. Hamburg – Hannover – Fulda – Frankfurt – Mannheim – Karlsruhe – Bázel
4. Bréma – Hannover – Fulda – Nürnberg – München

Kezdetben a vonatok kétóránként közlekedtek, csupa első osztályú kocsikkal, 1979-től azonban már másodosztályú kocsikkal is, a járatok pedig már óránként indultak. A DB 103 sorozatot kimondottan a nagysebességű InterCity vonatokhoz fejlesztették ki, a mozdonytípus üzembeállításával lehetségessé vált a sebesség 200 km/h-ra való emelése is bizonyos szakaszokon.

## Útvonalak 2015-ben
| Járat | Útvonal | Variációk és ágak | Gyakoriság   |
| ----- | --- | --- | ------------ |
| 26    | Hamburg – Hannover – Kassel – Gießen – Frankfurt – Heidelberg – Karlsruhe                                      | Binz – Rostock – Hamburg Westerland – Hamburg Karlsruhe – Offenburg – Konstanz Kassel – Würzburg – Nürnberg – Passau Kassel – Würzburg – Ansbach – Augsburg – Oberstdorf Kassel – Würzburg – Ansbach – Augsburg – München – Berchtesgaden Kassel – Würzburg – Ansbach – Augsburg – München – Zell am See - Schwarzach St. Veit | 2 óránként   |
| 27    | Hamburg – Wittenberge – Berlin – Dresden – Praha-Holešovice (EC)                                               | Westerland – Hamburg Binz – Stralsund – Berlin Prague – Bécs – Budapest / Villach | 2 óránként   |
| 28    | Berlin – Lipce – Nürnberg – Augsburg – München                                                                 | | egy vonatpár |
| 30    | Hamburg – Bréma – Münster – Dortmund – Düsseldorf – Köln – Koblenz – Mainz – Mannheim – Heidelberg – Stuttgart | Binz / Heringsdorf – Rostock – Hamburg Westerland – Hamburg Mannheim – Karlsruhe – Basel – Zürich – Chur (EC) | 2 óránként   |
| 31    | Hamburg – Bréma – Münster – Dortmund – Wuppertal – Köln – Koblenz – Mainz – Frankfurt                          | Kiel – Hamburg Puttgarden – Lübeck – Hamburg Frankfurt – Würzburg – Nürnberg – Passau | 2 óránként   |
| 32    | Dortmund – Essen – Düsseldorf – Köln – Koblenz – Mainz – Mannheim – Heidelberg – Stuttgart – Ulm – München     | Berlin – Hannover – Hamm – Dortmund Münster – Gelsenkirchen – Essen Stuttgart – Tübingen Ulm – Lindau – Innsbruck München – Salzburg – Klagenfurt (EC) | 2 óránként   |
| 35    | Norddeich Mole – Emden – Münster – Gelsenkirchen – Oberhausen – Düsseldorf – Köln – Koblenz                    | Koblenz – Trier – Luxembourg Koblenz – Mainz – Mannheim – Stuttgart Koblenz – Mainz – Mannheim – Karlsruhe – Offenburg – Konstanz | 2 óránként   |
| 50    | Leipzig – Naumburg – Erfurt – Eisenach – Fulda – Frankfurt – Frankfurt Airport                                 | Binz – Stralsund – Berlin – Halle – Naumburg Dresden – Leipzig Eisenach – Kassel – Paderborn – Hamm – Dortmund – Düsseldorf Frankfurt – Darmstadt – Mannheim – Saarbrücken | 2 óránként   |
| 55    | Leipzig – Halle – Magdeburg – Hannover – Hamm – Dortmund – Wuppertal – Köln                                    | Dortmund – Düsseldorf – Köln – Koblenz – Mainz – Mannheim – Heidelberg – Stuttgart – Ulm – Oberstdorf Riesa - Dresden | 2 óránként   |
| 56    | Dresden – Lipcse – Halle – Magdeburg – Hannover – Bréma – Oldenburg                                            | Cottbus – Berlin – Magdeburg Magdeburg – Stendal – Wittenberge – Rostock – Warnemünde Oldenburg – Emden | 2 óránként   |
| 60    | Karlsruhe – Bruchsal – Stuttgart – München                                                                     | Basel – Karlsruhe München – Salzburg | 2 óránként   |
| 61    | Karlsruhe – Pforzheim – Stuttgart – Ansbach – Nürnberg                                                         | Basel – Freiburg – Karlsruhe Nürnberg – Regensburg – Passau | 2 óránként   |
| 62    | Frankfurt – Heidelberg – Stuttgart – München – Salzburg                                                        | Siegen – Frankfurt Saarbrücken – Mannheim – Stuttgart Salzburg – Graz / Linz / Klagenfurt (EC) | 2 óránként   |
| 75    | Hamburg – Lübeck – Puttgarden – Copenhagen (EC)                                                                | | egy vonatpár |
| 77    | Berlin – Wolfsburg – Hannover – Osnabrück – Bad Bentheim – Amsterdam                                           | Osnabrück – Münster | 2 óránként   |
| 87    | Stuttgart – Singen – Schaffhausen – Zürich                                                                     | Frankfurt – Stuttgart | 2 óránként   |
| 88    | München – Lindau – Bregenz – Zürich (EC)                                                                       | | 4 vonatpár   |
| 89    | München – Rosenheim – Innsbruck – Olaszország (EC)                                                             | | 2 óránként   |
| 95    | Berlin – Frankfurt (Oder) – Poznań – Warsaw (EC)                                                               | Poznań - Gdańsk - Gdynia | 4 vonatpár   |
| 99    | Hamburg – Lüneburg – Stendal – Berlin – Cottbus – Wrocław (EC)                                                 | | egy vonatpár |

## Nevet viselő járatok
| Járat | Vonatszám                  | Útvonal | Név            |
| ----- | -------------------------- | --- | -------------- |
| 35    | 133–134                    | Norddeich Mole – Emden – Münster – Gelsenkirchen – Düsseldorf – Köln – Koblenz – Trier – Luxembourg                                              | Ostfriesland   |
| 35    | 2004–2005                  | Emden – Münster – Gelsenkirchen – Düsseldorf – Köln – Koblenz – Mainz – Mannheim – Karlsruhe – Offenburg – Konstanz                              | Bodensee       |
| 35    | 2006–2007                  | Dortmund – Köln – Koblenz – Mainz – Mannheim – Karlsruhe – Offenburg – Konstanz                                                                  | Bodensee       |
| 32    | 2010–2011                  | Berlin – Hannover – Dortmund – Düsseldorf – Köln – Koblenz – Mainz – Mannheim – Stuttgart – Tübingen                                             | Loreley        |
| 55    | 2012–2013                  | Lipcse – Halle – Magdeburg – Braunschweig – Hannover – Dortmund – Düsseldorf – Köln – Koblenz – Mainz – Mannheim – Stuttgart – Ulm – Oberstdorf  | Allgäu         |
| 35    | 2018–2019                  | Norddeich Mole – Emden – Münster – Gelsenkirchen – Düsseldorf – Köln – Koblenz – Mainz – Mannheim – Stuttgart                                    | Nordeney       |
| 27    | 2072–2073                  | Westerland – Hamburg – Wittenberge – Berlin | Sylter Strand  |
| 26    | 2082–2083                  | Hamburg – Hannover – Kassel – Würzburg – Ansbach – Augsburg – München – Freilassing – Berchtesgaden                                              | Königssee      |
| 26    | 2084–2085                  | Hamburg – Hannover – Kassel – Würzburg – Ansbach – Augsburg – Oberstdorf                                                                         | Nebelhorn      |
| 26    | 2170–2171, 2190–2191, 2193 | Westerland – Hamburg – Hannover – Kassel – Gießen – Frankfurt am Main                                                                            | Wattenmeer     |
| 26    | 2184                       | Hannover – Hamburg – Rostock – Stralsund – Binz                                                                                                  | Strelasund     |
| 31    | 2220–2221                  | Fehmarn – Puttgarden – Lübeck – Hamburg – Bréma – Münster – Dortmund – Köln – Koblenz – Mainz – Frankfurt am Main                                | Fehmarn        |
| 56    | 2238–2239                  | Warnemünde – Rostock – Wittenberge – Stendal – Magdeburg – Halle – Lipcse – Drezda                                                               | Warnow         |
| 30    | 2310–2311                  | Westerland – Hamburg – Bréma – Münster – Dortmund – Köln – Koblenz – Mainz – Frankfurt am Main – Stuttgart                                       | Nordfriesland  |
| 30    | 2314–2315                  | Westerland – Hamburg – Bréma – Münster – Dortmund – Köln – Koblenz – Mainz – Frankfurt am Main                                                   | Deichgraf      |
| 31    | 2327                       | Fehmarn – Puttgarden – Lübeck – Hamburg – Bréma – Münster – Dortmund – Köln – Koblenz – Mainz – Frankfurt am Main – Würzburg – Nürnberg – Passau | Lübecker Bucht |
| 35    | 2332, 2336–2337            | Emden – Rheine – Münster – Gelsenkirchen – Oberhausen – Düsseldorf – Köln                                                                        | Borkum         |
| 35    | 2333                       | Köln – Düsseldorf – Oberhausen – Gelsenkirchen – Münster – Rhine – Emden – Norddeich Mole                                                        | Nordeney       |
| 26    | 2355–2356                  | Binz – Stralsund – Rostock – Hamburg – Hannover – Kassel – Gießen – Frankfurt am Main                                                            | Arkona         |
| 26    | 2370–2371                  | Hamburg – Hannover – Kassel – Gießen – Frankfurt am Main – Mannheim – Karlsruhe – Offenburg – Konstanz                                           | Schwarzwald    |
| 26    | 2377                       | Binz – Stralsund – Rostock – Hamburg – Hannover – Kassel – Gießen – Frankfurt am Main                                                            | Strelasund     |
| 56    | 2431                       | Emden – Oldenburg – Bréma – Hannover – Braunschweig – Magdeburg – Potsdam – Berlin – Cottbus                                                     | Borkum         |
| 56    | 2432                       | Cottbus – Berlin – Potsdam – Magdeburg – Braunschweig – Hannover – Bréma – Oldenburg – Emden – Norddeich Mole                                    | Ostfriesland   |
| 56    | 2434                       | Lipcse – Halle – Magdeburg – Braunschweig – Hannover – Bréma – Oldenburg – Emden – Norddeich Mole                                                | Borkum         |
| 56    | 2435                       | Norddeich Mole – Emden – Oldenburg – Bréma – Hannover – Braunschweig – Magdeburg – Halle, Lipcse                                                 | Ostfriesland   |

## Járművek

### Mozdonyok
| Jelenlegi mozdonyok              | Jelenlegi mozdonyok              | Jelenlegi mozdonyok                           | Jelenlegi mozdonyok                           | Jelenlegi mozdonyok          |
| -------------------------------- | -------------------------------- | --------------------------------------------- | --------------------------------------------- | ---------------------------- |
|                                  |                                  |                                               |                                               |                              |
| DB 101 sorozat, villamos mozdony | DB 120 sorozat, villamos mozdony | DB 180 sorozat, többáramnemű villamos mozdony | DB 181 sorozat, többáramnemű villamos mozdony | DB 218 sorozat, dízelmozdony |

### Személykocsik
| Kép | Leírás                                                                         | UIC kód | Utastér | Felújított utastér |
| --- | ------------------------------------------------------------------------------ | ------- | ------- | ------------------ |
|     | Első osztályú IC kocsi, termes                                                 | Apmz    |         |                    |
|     | Első osztályú IC kocsi, fülkés                                                 | Avmz    |         |                    |
|     | Bisztró kocsi első osztályú utastérrel, termes (ex-InterRegio)                 | ARkimbz |         |                    |
|     | Étkezőkocsi                                                                    | WRmz    |         |                    |
|     | Másodosztályú kocsi, termes                                                    | Bpmz    |         |                    |
|     | Másodosztályú kocsi kerekesszék-hellyel, termes                                | Bpmbz   |         |                    |
|     | Másodosztályú kocsi szolgálati hellyel és baba-résszel, termes & fülkés        | Bvmsz   |         |                    |
|     | Másodosztályú kocsi, termes & fülkés                                           | Bvmz    |         |                    |
|     | Másodosztályú kocsi (korábban első osztály), fülkés                            | Bwmz    |         |                    |
|     | Másodosztályú kocsi, fülkés & termes (ex-InterRegio)                           | Bimz    |         |                    |
|     | Másodosztályú kocsi, fülkés & termes, kerékpárszállító-résszel (ex-InterRegio) | Bimdz   |         |                    |
|     | Másodosztályú vezérlőkocsi, fülkés & termes (ex-Inter Regio)                   | Bimdzf  |         |                    |
|     | Másodosztályú vezérlőkocsi                                                     | Bpmbdzf |         |                    |